# Elección para gobernador de Carolina del Sur de 2022
La elección para gobernador de Carolina del Sur de 2022 se llevó a cabo el 8 de noviembre. El gobernador republicano titular Henry McMaster asumió el cargo el 24 de enero de 2017 tras la renuncia de Nikki Haley y fue elegido para un mandato completo en 2018. Resultó reelecto para un segundo mandato en el cargo.
Las elecciones primarias se realizaron el 14 de junio.

## Primaria republicana

### Candidatos declarados
- Henry McMaster, gobernador titular.[2]
- Harrison Musselwhite, camionero y presidente del Comité de Enlace Legislativo del Partido Republicano del condado de Greenville.[3]

### Resultados
| Candidatos           | Votos   | %     |
| -------------------- | ------- | ----- |
|                      | Votos   | %     |
| Henry McMaster       | 306,555 | 83.28 |
| Harrison Musselwhite | 61,545  | 16.72 |
|                      |         |       |
| Total                | 368,100 | 100   |
|                      |         |       |
| Fuente: NBC News     |         |       |

## Primaria demócrata

### Candidatos declarados
- Carlton Boyd.[4]
- Joe Cunningham, exrepresentante de los Estados Unidos.[5]
- Mia McLeod, senadora estatal.[6]
- Calvin McMillan.[4]
- William H. Williams.[4]

### Resultados
| Candidatos          | Votos   | %     |
| ------------------- | ------- | ----- |
|                     | Votos   | %     |
| Joe Cunningham      | 102,317 | 56.55 |
| Mia McLeod          | 56,084  | 31.00 |
| Carlton Boyd        | 9,526   | 5.26  |
| William H. Williams | 6,746   | 3.73  |
| Calvin McMillan     | 6,260   | 3.46  |
|                     |         |       |
| Total               | 180,933 | 100   |
|                     |         |       |
| Fuente: NBC News    |         |       |

## Resultados

### Generales
| Partido                         | Partido       | Candidato           | Votos     | %     |
| ------------------------------- | ------------- | ------------------- | --------- | ----- |
|                                 | Republicano   | Henry McMaster      | 988,501   | 58.04 |
|                                 | Demócrata     | Joe Cunningham      | 692,691   | 40.67 |
|                                 | Libertario    | Morgan Bruce Reeves | 20,826    | 1.22  |
|                                 |               |                     |           |       |
| Total                           | Total         | Total               | 1,702,018 | 100   |
| Participación                   | Participación | Participación       | 1,718,626 | 50.86 |
| Registrados                     | Registrados   | Registrados         | 3,379,089 |       |
|                                 |               |                     |           |       |
| Fuente: State of South Carolina |               |                     |           |       |

### Por condado
|              | McMaster Republicano | McMaster Republicano | Cunningham Demócrata | Cunningham Demócrata | Reeves Libertario | Reeves Libertario | Escritos | Escritos | Total   |
| Condado      | Votos                | %                    | Votos                | %                    | Votos             | %                 | Votos    | %        | Total   |
| ------------ | -------------------- | -------------------- | -------------------- | -------------------- | ----------------- | ----------------- | -------- | -------- | ------- |
| Abbeville    | 6,010                | 69.88                | 2,498                | 29.04                | 89                | 1.03              | 4        | 0.05     | 8,601   |
| Aiken        | 35,948               | 65.53                | 18,014               | 32.84                | 853               | 1.55              | 45       | 0.08     | 54,860  |
| Allendale    | 562                  | 30.88                | 1,234                | 67.80                | 24                | 1.32              | 0        | 0.00     | 1,820   |
| Anderson     | 46,144               | 72.76                | 16,541               | 26.08                | 701               | 1.11              | 33       | 0.05     | 63,419  |
| Bamberg      | 1,736                | 43.59                | 2,192                | 55.03                | 55                | 1.38              | 0        | 0.00     | 3,983   |
| Barnwell     | 3,643                | 58.22                | 2,543                | 40.64                | 68                | 1.09              | 3        | 0.05     | 6,257   |
| Beaufort     | 41,839               | 58.35                | 29,265               | 40.81                | 567               | 0.79              | 35       | 0.05     | 71,706  |
| Berkeley     | 39,829               | 55.78                | 30,592               | 42.85                | 940               | 1.32              | 39       | 0.05     | 71,400  |
| Calhoun      | 3,238                | 57.60                | 2,301                | 40.93                | 77                | 1.37              | 6        | 0.11     | 5,622   |
| Charleston   | 66,475               | 43.31                | 85,433               | 55.66                | 1,505             | 0.98              | 75       | 0.05     | 153,488 |
| Cherokee     | 12,300               | 76.20                | 3,685                | 22.83                | 145               | 0.90              | 12       | 0.07     | 16,142  |
| Chester      | 5,762                | 60.13                | 3,695                | 38.56                | 120               | 1.25              | 6        | 0.06     | 9,583   |
| Chesterfield | 7,983                | 63.57                | 4,435                | 35.32                | 133               | 1.06              | 6        | 0.05     | 12,557  |
| Clarendon    | 6,374                | 55.63                | 4,983                | 43.49                | 89                | 0.78              | 11       | 0.10     | 11,457  |
| Colleton     | 7,159                | 57.07                | 5,239                | 41.76                | 142               | 1.13              | 5        | 0.04     | 12,545  |
| Darlington   | 11,535               | 57.57                | 8,334                | 41.59                | 163               | 0.81              | 6        | 0.03     | 20,038  |
| Dillon       | 4,341                | 54.85                | 3,508                | 44.32                | 63                | 0.80              | 3        | 0.04     | 7,915   |
| Dorchester   | 27,358               | 54.94                | 21,741               | 43.66                | 670               | 1.35              | 25       | 0.05     | 49,794  |
| Edgefield    | 5,907                | 67.08                | 2,790                | 31.68                | 98                | 1.11              | 11       | 0.12     | 8,806   |
| Fairfield    | 3,658                | 43.48                | 4,619                | 54.90                | 125               | 1.49              | 11       | 0.13     | 8,413   |
| Florence     | 22,741               | 54.88                | 18,189               | 43.89                | 472               | 1.14              | 37       | 0.09     | 41,439  |
| Georgetown   | 16,373               | 59.54                | 10,889               | 39.59                | 229               | 0.83              | 10       | 0.04     | 27,501  |
| Greenville   | 108,222              | 60.75                | 66,943               | 37.58                | 2,772             | 1.56              | 197      | 0.11     | 178,134 |
| Greenwood    | 14,196               | 65.12                | 7,330                | 33.62                | 262               | 1.20              | 13       | 0.06     | 21,801  |
| Hampton      | 2,665                | 47.34                | 2,907                | 51.63                | 56                | 0.99              | 2        | 0.04     | 5,630   |
| Horry        | 92,708               | 69.36                | 39,813               | 29.79                | 1,093             | 0.82              | 47       | 0.04     | 133,661 |
| Jasper       | 6,259                | 56.25                | 4,749                | 42.68                | 119               | 1.07              | 1        | 0.01     | 11,128  |
| Kershaw      | 14,024               | 62.60                | 8,072                | 36.03                | 293               | 1.31              | 13       | 0.06     | 22,402  |
| Lancaster    | 22,399               | 64.83                | 11,653               | 33.73                | 484               | 1.40              | 15       | 0.04     | 34,551  |
| Laurens      | 13,766               | 69.45                | 5,771                | 29.12                | 250               | 1.26              | 34       | 0.17     | 19,821  |
| Lee          | 2,116                | 40.27                | 3,082                | 58.65                | 52                | 0.99              | 5        | 0.10     | 5,255   |
| Lexington    | 64,328               | 64.55                | 33,745               | 33.86                | 1,478             | 1.48              | 105      | 0.11     | 99,656  |
| Marion       | 3,846                | 45.70                | 4,484                | 53.28                | 80                | 0.95              | 6        | 0.07     | 8,416   |
| Marlboro     | 3,209                | 49.09                | 3,247                | 49.67                | 76                | 1.16              | 5        | 0.08     | 6,537   |
| McCormick    | 2,757                | 60.37                | 1,759                | 38.52                | 49                | 1.07              | 2        | 0.04     | 4,567   |
| Newberry     | 8,413                | 65.55                | 4,248                | 33.10                | 165               | 1.29              | 9        | 0.07     | 12,835  |
| Oconee       | 21,622               | 74.65                | 6,988                | 24.13                | 331               | 1.14              | 24       | 0.08     | 28,965  |
| Orangeburg   | 9,501                | 36.28                | 16,481               | 62.93                | 195               | 0.74              | 14       | 0.05     | 26,191  |
| Pickens      | 30,020               | 74.67                | 9,546                | 23.74                | 608               | 1.51              | 31       | 0.08     | 40,205  |
| Richland     | 41,008               | 32.20                | 84,541               | 66.38                | 1,706             | 1.34              | 113      | 0.09     | 127,368 |
| Saluda       | 4,695                | 71.57                | 1,783                | 27.18                | 79                | 1.20              | 3        | 0.05     | 6,560   |
| Spartanburg  | 63,806               | 65.74                | 31,939               | 32.91                | 1,236             | 1.27              | 70       | 0.07     | 97,051  |
| Sumter       | 14,292               | 46.59                | 16,051               | 52.32                | 317               | 1.03              | 17       | 0.06     | 30,677  |
| Union        | 5,722                | 66.04                | 2,859                | 32.99                | 74                | 0.85              | 10       | 0.12     | 8,665   |
| Williamsburg | 3,858                | 39.40                | 5,839                | 59.63                | 89                | 0.91              | 6        | 0.06     | 9,792   |
| York         | 58,154               | 60.59                | 36,141               | 37.66                | 1,634             | 1.70              | 49       | 0.05     | 95,978  |